# 차드의 국장
차드의 국장은 1970년에 제정되었다.

차드의 국장

국장 가운데에 그려진 노란색 방패 안에는 파란색 물결 무늬가 그려져 있으며 방패 위에는 떠오르는 빨간색 태양이 그려져 있다. 물결 무늬는 차드호를 떠오르는 태양은 새로운 시작을 의미한다. 국장 왼쪽에는 염소가 그려져 있으며 오른쪽에는 사자가 그려져 있는데 염소는 북부 지방을, 사자는 남부 지방을 뜻한다.
방패 아래에는 훈장이 놓여져 있으며 국장 아래쪽에 있는 리본에는 차드의 나라 표어인 "통일, 노동, 진보"("Unité, Travail, Progrès")라는 문구가 프랑스어로 쓰여져 있다.

## 같이 보기
- 차드의 국기